# Horst Montag (Geodät)
Horst Montag (* 18. Februar 1938 in Hildebrandshausen) ist ein deutscher Geodät und Professor für Satellitengeodäsie, der sich vor allem mit globalen Problemen der Dynamik des Erdkörpers befasst.

## Leben und Wirken

### Werdegang
Montag besuchte die Grundschule in Hildebrandshausen und wechselte anschließend an die Oberschule in Dingelstädt/Eichsfeld, die er 1956 mit dem Abitur abschloss. Er studierte von 1956 bis 1962 Geodäsie an der Technischen Universität Dresden und schloss das Studium mit einer Arbeit auf dem Fachgebiet Geodätische Astronomie als Diplom-Ingenieur ab. Anschließend begann er seine Tätigkeit am Geodätischen Institut Potsdam (GIP) als wissenschaftlicher Assistent. Hier erarbeitete er seine Dissertation „Bestimmung rezenter Niveauverschiebungen aus langjährigen Wasserstandsbeobachtungen der südlichen Ostseeküste“ und wurde 1967 von der TU Dresden zum Doktor-Ingenieur (Dr.-Ing.) promoviert. Am Zentralinstitut für Physik der Erde (ZIPE) erlangte er 1983 mit der Arbeit „Zur Bestimmung des Erdrotationsvektors mit Hilfe von Laserentfernungsmessungen zu künstlichen Erdsatelliten“ die Promotion B (Dr. sc. techn.).  1985 erhielt er seine Ernennung zum Professor für Satellitengeodäsie durch den Präsidenten der Akademie der Wissenschaften der DDR. Im Jahre 1991 erwarb er an der TU Dresden die Lehrbefähigung für das Gebiet der Satellitengeodäsie und erhielt den akademischen Grad Dr.-Ing. habil.

### Wissenschaftliche Tätigkeit
Am GIP beschäftigte sich Montag zunächst mit verschiedenen Problemen der Längen- und Neigungsmesstechnik sowie der Anwendungsmöglichkeiten der neuen Lasermesstechnik in der Geodäsie.
Am 1969 aus dem Zusammenschluss verschiedener Geo-Institute entstandenen Zentralinstitut für Physik der Erde (Akademiereform) setzte Montag seine Arbeit im neu gegründeten Bereich Geodäsie und Gravimetrie fort. 1978 übernahm er die Leitung der Abteilung Satellitengeodäsie.  Aus dem ZIPE entstand nach der Wende das GeoForschungsZentrum Potsdam (GFZ), das 1992 offiziell seine Tätigkeit aufnahm. Montag führte hier seine wissenschaftliche Arbeit fort. 1996 wechselte er zur Hochschule Anhalt in Dessau und wurde dort zum Professor für Satellitengeodäsie und Landesvermessung berufen. Er widmete sich hier neben einigen Studien vor allem der Lehre in den Fächern Satellitengeodäsie, Landesvermessung, Deformationsanalyse und Physikalische Geodäsie.
Montag förderte die für seine Forschungen notwendige internationale Kooperation auch unter schwierigen Bedingungen. Er nutzte dafür die Mitgliedschaft in internationalen Kommissionen und Arbeitsgruppen wie u. a. der International Association of Geodesy (IAG) der International Union of Geodesy and Geophysics (IUGG), dem Committee on Space Research (COSPAR) und von Interkosmos. Ebenfalls dienten dazu längere Forschungsaufenthalte in verschiedenen Ländern (Sowjetunion, USA, Finnland, China, Österreich u. a.) sowie Vorträge bzw. Vortragsreihen. Er ist Autor zahlreicher fachspezifischer Publikationen.

## Forschungsschwerpunkte
Sein erstes größeres Forschungsgebiet im GIP betraf die Untersuchung rezenter Erdkrustenbewegungen, insbesondere anhand langjähriger Pegelbeobachtungen bzw. Mareographen-Registrierungen der südlichen Ostseeküste (8 Stationen, von Travemünde bis Pillau, Messreihen z. T. mehr als 100 Jahre). Die Ergebnisse zeigten einen Anstieg des mittleren Meeresspiegels; sie waren ein früher Hinweis auf die Jahre später sehr aktuell gewordene Problematik des Klimawandels. Der für die Pegelstation Warnemünde ermittelte Anstieg des mittleren Meeresniveaus von 1,0 mm/Jahr (Zeitraum 1856–1962) diente als Referenzwert für den Anschluss der Karte der rezenten vertikalen Erdkrustenbewegungen der DDR.
Weitere Studien betrafen u. a. die Modellierung des Schwerefeldes. und Fragen der neuen Teildisziplin Meeresgeodäsie. Ab 1969 wurde sein Hauptarbeitsfeld die Satellitengeodäsie. Zunächst standen neben Satellitenbeobachtungen auf der Station Potsdam (anfangs photographisch, später mit Laser) Aufgaben der geometrischen Satellitengeodäsie im Vordergrund. Ein Ergebnis war u. a. die Bestimmung großräumiger Richtungsvektoren.
Bald darauf wechselte Montag zur dynamischen Satellitengeodäsie und begann die langjährige Entwicklung eines Computerprogramms zur hochpräzisen Bahnbestimmung künstlicher Erdsatelliten als Basis für die Ableitung geodätischer und geodynamischer Parameter. Dazu gehören insbesondere die Polbewegungen, Erdrotationsschwankungen, das Geozentrum und global verteilte Stationskoordinaten in einem geozentrischen dreidimensionalen Koordinatensystem. Die Ergebnisse erfuhren ein hohes internationales Renommee.
Mit seinem Team beteiligte er sich u. a. an dem internationalen MERIT-Projekt (Monitoring of Earth Rotation and Intercompare the Techniques of observation and analysis) mit Lasermessungen und Datenanalysen. Mit dem Potsdamer Computerprogramm (POTSDAM-…) fungierte das ZIPE für das MERIT-Projekt und die späteren jährlichen Analysen als ein internationales Analysezentrum. Die Ergebnisse für die Erdrotationsparameter und Stationskoordinaten waren ein Beitrag zur Realisierung des neuen internationalen Erdrotationsdienstes IERS, der 1988 den klassischen Dienst – basierend auf astronomischen Beobachtungen – ablöste. Aus den jährlichen Realisierungen werden zeitliche Änderungen der Erdrotationsparameter (Polbewegungen, Tageslänge) und der Stationskoordinaten (Plattentektonik) mit hoher Genauigkeit abgeleitet. Sie sind ein wichtiger Beitrag zur Überwachung des Systems Erde mit seinen vielfältigen Änderungen bis hin zu Klimaschwankungen. Die detailliertere Untersuchung der Dynamik des Erdkörpers erfordert neben den Lasermessungen zu Satelliten weitere kosmisch-geodätische und geowissenschaftliche Messverfahren. In diesem Sinne ist Montag Mitinitiator eines globalen Netzes von geodynamischen Fundamentalstationen mit komplexen Messmethoden im Rahmen der IUGG.

## Veröffentlichungen (Auswahl)
- Bestimmung rezenter Niveauverschiebungen aus langjährigen Wasserstandsbeobachtungen der südlichen Ostseeküste. Arbeiten des Geodätischen Institut Potsdam, Potsdam, Nr. 15, 1967. (Dissertation)
- Mareographen und ihre Bedeutung für kontinentale Höhennetze. In: Geodätische und geophysikalische Veröffentlichungen. Reihe III, Heft 29, Berlin 1973, S. 33–45.
- Anwendungsmöglichkeiten der Laser in der Geodäsie. In: Vermessungstechnik. Berlin, 16. Jahrgang 1968, Heft 9, S. 339–342 u. Heft 10, S. 377–384.
- mit K. Arnold, D. Schoeps und N. Georgiev: Die Bestimmung des Richtungsvektors Riga-Sofia aus Beobachtungen des Satelliten Echo 1. Veröffentlichung des Zentralinstitut Physik der Erde, Nr. 8, Potsdam 1971, 60 S.
- Zur Untersuchung geodynamischer Parameter mit Hilfe von Satellitenbeobachtungen. In: Geodätische und geophysikalische Veröffentlichungen. Reihe 3, Heft 39, Berlin 1978, S. 101–102.
- Zur Untersuchung des Erdrotationsvektors mit Hilfe von Laserentfernungsmessungen zu künstlichen Erdsatelliten. Veröff. d. Zentralinstitut für Physik der Erde, Nr. 80, Potsdam 1984 (Promotion B)
- Zur Überwachung des Rotationsverhalten der Erde und anderer geodynamischer Erscheinungen durch kosmisch-geodätische Methoden. In: Vermessungstechnik. Jahrgang 34, Heft 8, Berlin 1986, S. 260–263.
- Horst Montag u. a.: Analyse der Satellitenentfernungsmessungen des MERIT-Projektes zur Bestimmung präziser Erdrotationsparameter. Veröffentlichung des Zentralinstituts Physik der Erde Nr. 91, Potsdam 1986
- als Hrsg. mit C. Reigber: Geodesy and Physics of the Earth. Geodetic Contributions to Geodynamics. IAG Symosia No. 112, Springer Verlag, Berlin/Heidelberg 1993, ISBN 3-540-56572-8.
- mit C. Reigber: Zur Geschichte der Geodäsie im Berliner Raum. Deutsche Geodätische Kommission, Reihe E, Heft 25. Frankfurt 1996, S. 79–88.
- Zu relativistischen Effekten in der Satelliten- bzw. Raumgeodäsie. In: Sitzungsberichte Leibniz-Sozietät. Bd. 78/79, Berlin 2005, S. 277–290.
- Referenzsysteme für globale Vermessungen und geodynamische Untersuchungen mittels geodätischer Raummethoden. In: Sitzungsberichte Leibniz-Sozietät. Bd. 96, Berlin 2008, S. 165–177.
- mit I.I. Mueller, C. Reigber und P. Wilson: An IUGG Network of fundamental geodynamic reference and calibration stations – Rationale and recommendations. In: CSTG Bulletin. Nr. 12, München 1996, S. 75–94.
- Meeresniveau und Erdrotationsvektor. Zwei moderne Forschungsrichtungen mit Ursprung in der Mitteleuropäischen Gradmessung bzw. Internationalen Erdmessung. In: Sitzungsberichte Leibniz-Sozietät. Bd. 118, Berlin 2014, S. 203–214.